# Kinderlehrkirche

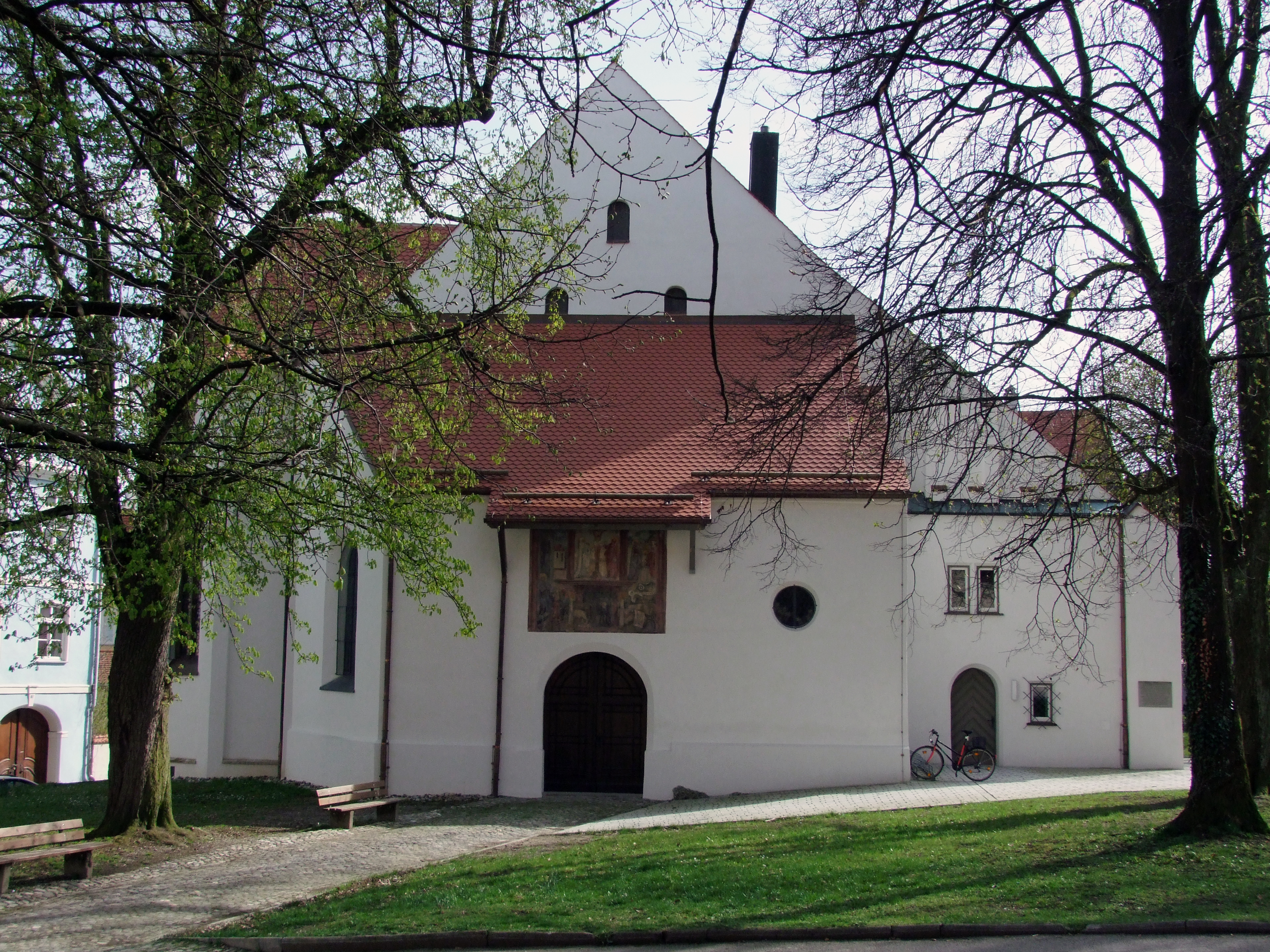
Die Kinderlehrkirche in Memmingen

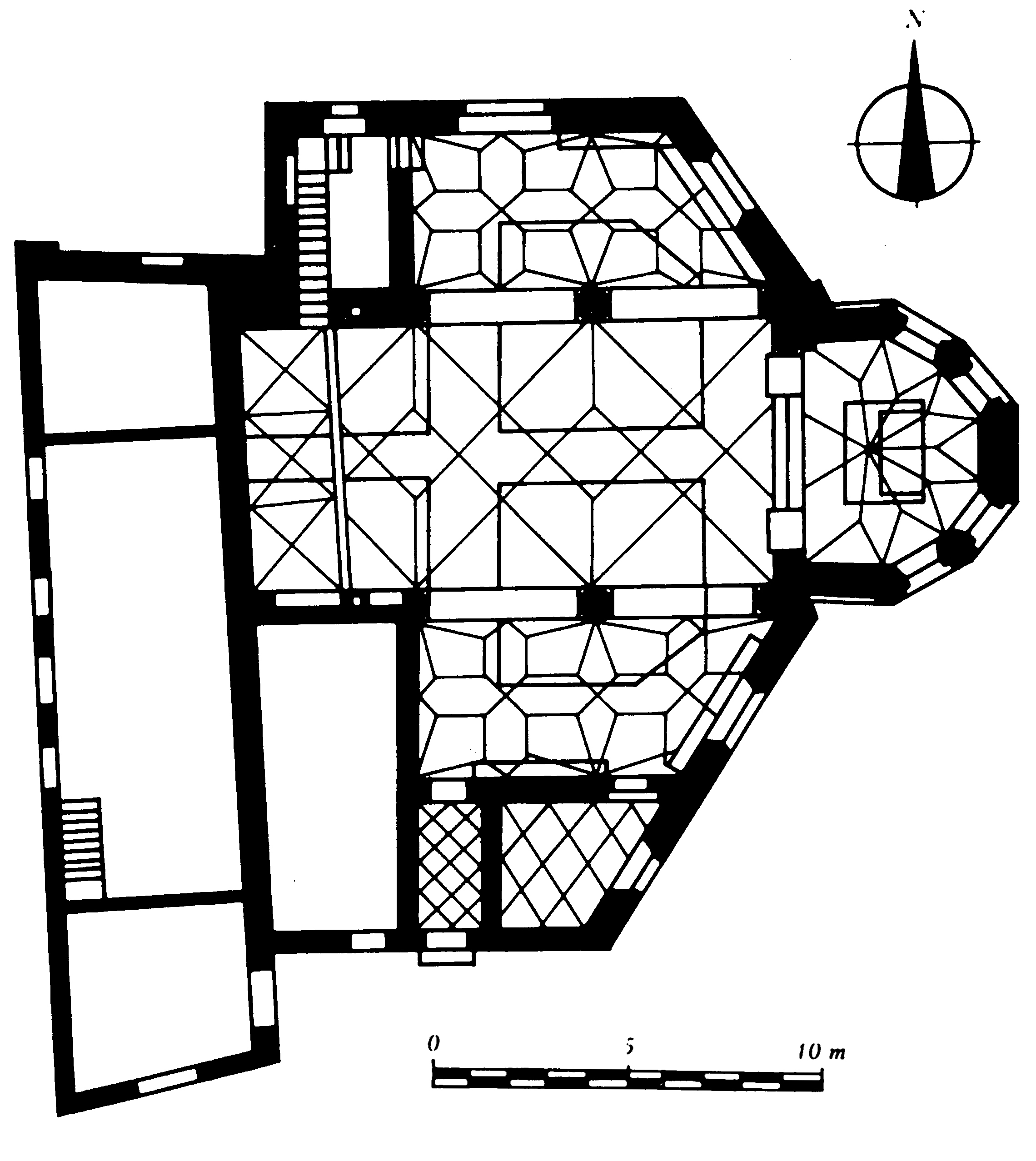
Grundriss der Kinderlehrkirche

Die unter Denkmalschutz stehende Kinderlehrkirche ist die ehemalige Klosterkirche der Memminger Antoniter im oberschwäbischen Memmingen in Bayern. Die als Pseudobasilika erbaute Kirche war dem heiligen Antonius geweiht und hieß bis zur Reformation Antoniuskapelle. Ihr heutiger Name kommt von der Benutzung als Lehrstätte für die Kinder während des Gottesdienstes in der gegenüberliegenden Martinskirche. Heute ist sie vor allem wegen ihrer Fresken von Bernhard Strigel und der neugotischen Ausstattung durch Leonhard Vogt bekannt. Sie wurde bis zur Sanierung 2009 als Simultankirche von der Evangelisch-Lutherischen Kirche und der Syrisch-Orthodoxen Kirche von Antiochien benutzt. Die letzte umfangreiche Sanierung fand von 2009 bis 2011 statt.

## Lage
Die Kirche steht auf einer Anhöhe des Memminger Aachtales gegenüber der evangelischen Stadtpfarrkirche St. Martin. Ihr Chor ragt in die Fuggergasse und bildet dort eine Engstelle. Der nördliche Teil der Kirche ist dem Martin-Luther-Platz, der südliche dem Fuggerbau zugewandt. Früher stand die Kirche direkt neben dem Zehntstadel des Antoniterklosters, der im 20. Jahrhundert abgebrochen wurde. Dadurch entstand der heutige platzartige Charakter vor der Kirche.

## Geschichte

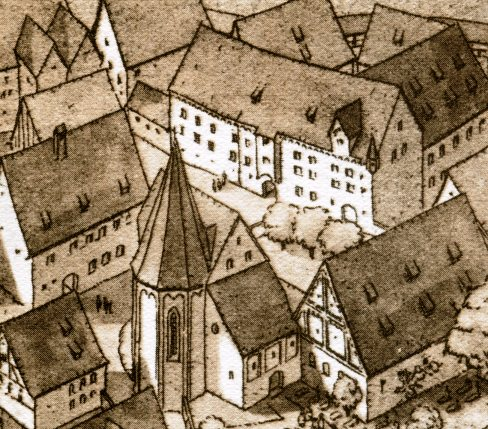
Ein Versuch der Rekonstruktion der Kinderlehrkirche im 16. Jahrhundert von Karl Fackler

Die Kinderlehrkirche ist die ehemalige Klosterkirche des Antoniterordens in Memmingen. Der Präzeptor des Jahres 1378 fasste erstmals den Entschluss, dem heiligen Antonius eine Kapelle zu bauen. Der Bau wurde 1393 mit dem Hauptschiff begonnen, der Chor stammt von 1472, die Seitenschiffe wurden zwischen 1501 und 1512 angefügt. 1531 übernahm der Rat der Stadt Memmingen das Gebäude. Auf Grund von Streitigkeiten ging zwischenzeitlich die Kirche wieder in den Besitz der Antoniter über. Das Kloster und damit auch die Klosterkirche wurden 1562 komplett aufgegeben. Seitdem war sie bis zur Säkularisation im Besitz der Stadt. Von 1562 bis 1684 war sie unbenutzt. Ab 1684 diente sie den umliegenden Gemeinden als Notkirche, wie z. B. 1752 für das zur Stadt gehörende Dorf Dickenreishausen, wo damals eine neue Kirche gebaut wurde. Sie diente fortan auch für Leichenpredigten und den Unterricht der Kinder. Der Name Kinderlehrkirche bürgerte sich erst Mitte des 18. Jahrhunderts ein, als sie für den Kindergottesdienst genutzt und 1737 erstmals so genannt wurde. Zu etwa derselben Zeit wurde ein Fachwerkanbau an die Westfassade gesetzt, der bis zum 19. Jahrhundert als Pferdestall genutzt wurde. 1811 wurde sie zum Verkauf mit Abbruchgenehmigung angeboten, einen Käufer fand man allerdings nicht. Daraufhin wurde sie 1834 mit der Pfründenpflege vereinigt. Eine komplette Instandsetzung fand 1872 statt, eine weitere Renovierung 1938 mit der Aufdeckung der Innenfresken. 1951 wurde die Kirche von der Stiftungsverwaltung der Stadt Memmingen der evangelisch-lutherischen Gesamtkirchenverwaltung übergeben. Das äußere Strigelfresko wurde 1954 aufgedeckt und die Fassade zuletzt 1987 renoviert. Die letzten Sanierungs- und Renovierungsarbeiten wurden im Winter 2010 abgeschlossen. Dabei wurde festgestellt, dass das Dach des Chores früher einen kleinen Glockenturm besaß, der auch auf alten Stichen der Jahre 1643, 1654 und 1660 zu sehen ist. Die Einweihungsfeier fand am 23. Januar 2011 statt.

## Baubeschreibung

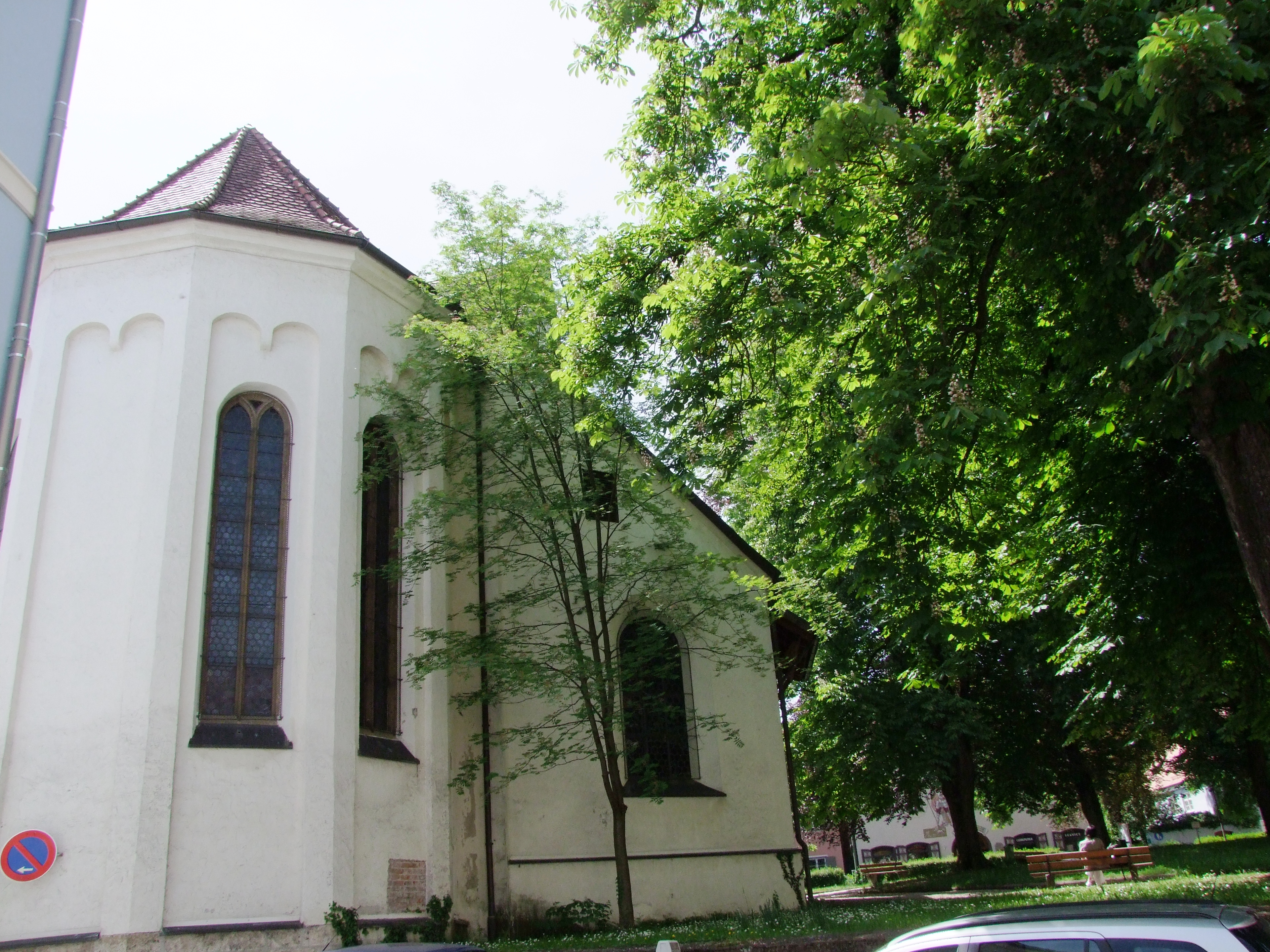
Der Chor der Kinderlehrkirche

### Außen
Das Mittelschiff mit seinen südlichen Anbauten und ein westlicher Fachwerkbau befinden sich unter einem Giebeldach, das quer zur eigentlichen Kirchenachse verläuft. Der Giebelfirst ist 19 Meter hoch. Im Fachwerkbau an der Westfassade befindet sich der Haupteingang der Kirche. Sowohl das Nordschiff als auch der Chor besitzen eigene Dächer. Abgesehen vom Fachwerkanbau besteht die Kirche aus verputztem Ziegelwerk. Der südliche Eingang besitzt ein profiliertes Tuffsteingewände, das ein Antoniter-T im Scheitel trägt. Der nördliche Eingang ist ebenfalls als Rundbogen gestaltet, jedoch ohne jeglichen Schmuck.
Das Hauptschiff hat eine Breite von 7,14, eine Länge von 13,76 und eine Höhe von 9,42 Metern. Der Chor ist 6 Meter breit, 4,55 Meter lang und 9,15 Meter hoch. Beide Seitenschiffe haben die gleiche Länge wie das Hauptschiff, sind an der Ostseite schräg abgeschnitten und haben eine maximale Breite von 4,14 bei einer Höhe von 6,12 Metern. Es wird davon ausgegangen, dass die Gewölbe früher rechteckig waren und während der Barockzeit abgeschrägt wurden. Der Chor besitzt nicht die für die Spätgotik typischen Strebepfeiler, sondern lediglich Eckkanten. Dazwischen befinden sich hohe Rundbogenfenster. In den Fensterausbuchtungen sind über den Fenstern je zwei halbrunde Ausbuchtungen zu sehen. Die Ostseite des Chores besitzt keine Fenster. Die Westfassade hatte früher zwei große Spitzbogenfenster und eine Rosette, die wegen des Fachwerkanbaus verschlossen wurden. Auf der Empore hinter der Orgel sind noch die Fensterrahmen zu sehen. Die Kirche besitzt keinen Turm.

### Innen
Die Kirche ist in das Hauptschiff, das nördliche und südliche Seitenschiff und den Chor, alle mit Netzgewölben, gegliedert. Sie ist eine Staffelhalle mit drei Gewölbejochen. Der  polygonale Chor hat einen Sieben-Zehntel-Schluss. In einem abgeschlossenen Gebäudeteil an der Westwand des nördlichen Seitenschiffes befinden sich der Emporenaufgang und die Heizung der Kirche, am Südschiff die abgeschlossene Sakristei und ein Durchgang zum Südausgang. Im westlichen Teil des Hauptschiffes ist die Orgelempore mit einem ornamentalen Steingeländer  ausgestattet, das zu den herausragenden Steinmetzkunstwerken der ehemaligen Reichsstadt zählt.

## Ausstattung

### Fresken
In und an der Kirche befinden sich eine Reihe herausragender Fresken.

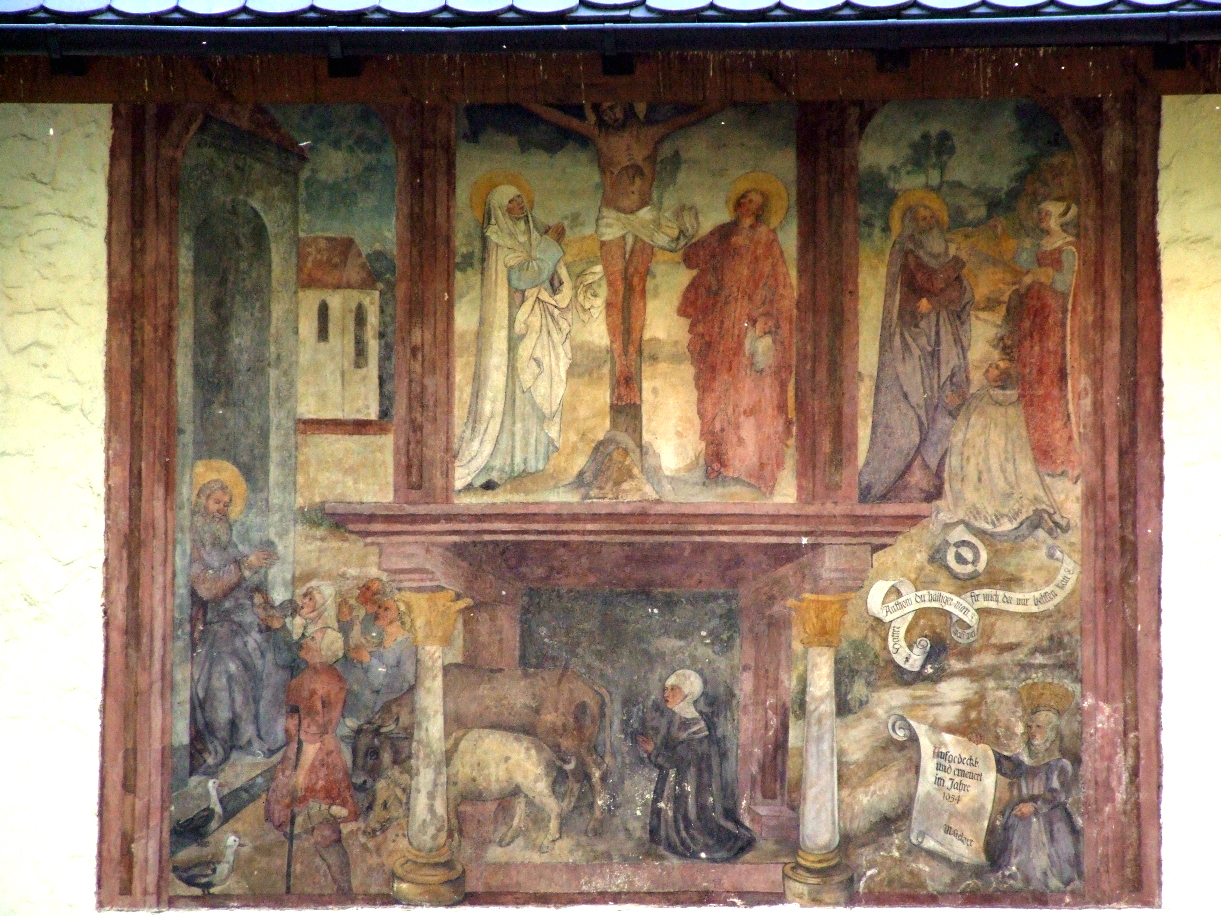
Das Außenwandfresko von 1520

#### Außen
Über dem Nordeingang wurde 1954 ein um 1520 vom Präzeptor Caspar von Leutzenbrunn in Auftrag gegebenes und von Bernhard Strigel gemaltes Fresko mit einer Kreuzigungsszene aufgedeckt. Das Kreuz steht auf einem Podest in der oberen Hälfte des Bildes. Ein Rundbogen, der im mittleren Teil mit dem Kreuz unterbrochen ist, schließt das Bild oben ab. Links vom Gekreuzigten steht Maria, rechts Johannes. Jesus selbst wird als ausgemergelte Gestalt, nur mit einem Lendentuch bekleidet, dargestellt. Die Haare reichen bis auf die Schultern. Der mit einem Heiligenschein umgebene Kopf ist nach links zu Maria geneigt, die ebenfalls einen Heiligenschein trägt. Ihr Übergewand ist weiß, das Untergewand hellblau. Sie hat die Hände auf Brusthöhe gefaltet, ihr Kopf ist zu Jesus geneigt. Johannes ist rot gekleidet, die linke Hand hält eine Tasche, die rechte liegt auf der linken Brust. Auch er ist mit einem Heiligenschein dargestellt. Sein bartloses Gesicht blickt zu Jesus auf. Zu beiden Seiten der Kreuzigungsszene befinden sich innerhalb des Rundbogens zwei kleinere Bilder. Auf dem linken steht der graubärtige heilige Antonius mit Heiligenschein unter einem großen Kirchenportal. Um ihn ist das Volk versammelt, um Vieh und Geflügel, darunter ein Antoniterschwein, segnen zu lassen. Über dem  Heiligen steht im Hintergrund der Chor der Kinderlehrkirche. In der Szene der Versuchung des heiligen Antonius rechts erscheint der Teufel in der Gestalt einer gehörnten Frau mit rotem Gewand und blauen Ärmeln, einem weißen Kopftuch und einem roten Umhang. Antonius trägt das gleiche Gewand wie in der linken Szene. Zu seinen Füßen kniet der Stifter des Bildes in einem weiten weißen Gewand. Seine Hände berühren das Übergewand von Antonius. Unter dem Wappen des Stifters kräuselt sich ein Schriftband. Darunter ist eine unbekannte Frau mit Heiligenschein und einer Schriftrolle abgebildet. Dort ist zu lesen „Aufgedeckt und erneuert im Jahre 1954 W. Gelser“.
Ein weiteres Außenfresko im Dachboden des nördlichen Pultdaches mit zwei überlebensgroßen Figuren des heiligen Antonius und des Eremiten Paulus im Gespräch ist nicht zugänglich. Als das Fresko gemalt wurde, muss es von außen sichtbar gewesen sein, weil das Dach damals eine viel geringere Neigung hatte. Es wurde 1486 von dem Kardinal Jean Balue gestiftet. Der Stil ähnelt dem des Apostelzyklus in der zweiten Pfarrkirche Memmingens, Unser Frauen. Deshalb wird es der Künstlerfamilie Strigel zugeordnet. Balue hatte die Präzeptorei ein Jahr vorher von Papst Sixtus IV. als Kommonde erhalten. Unter den Figuren waren das Antoniterwappen mit einem Schwein darüber und das Wappen Jean Balues mit einem roten Kardinalshut dargestellt. Sebastian de Bonis, von 1501 und 1512 Präzeptor des Antoniterklosters, ließ sie mit seinem eigenen Wappen und einem schwarzen Kardinalshut übermalen.

#### Innen

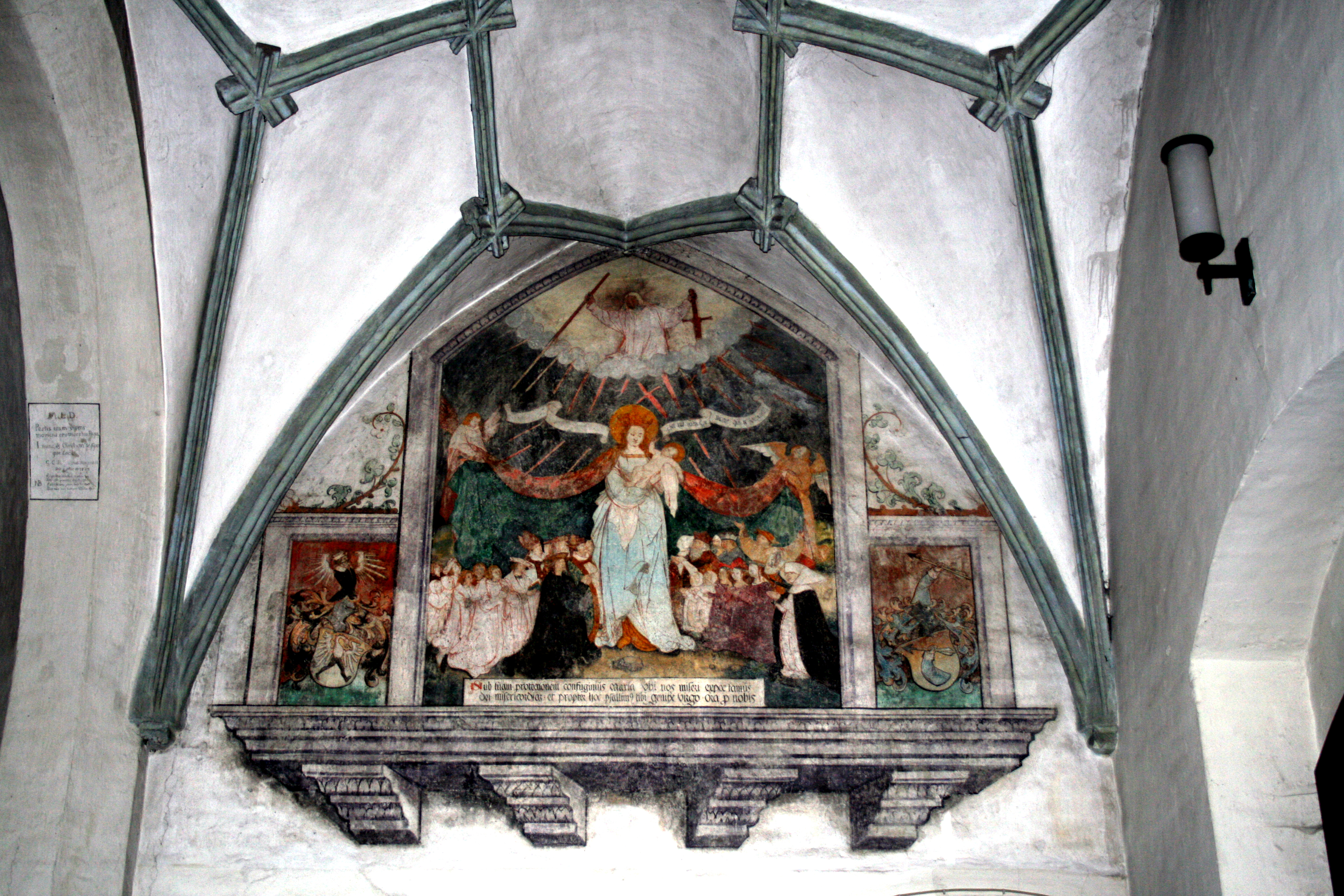
Bernhard Strigels Schutzmantelmadonna im nördlichen Seitenschiff

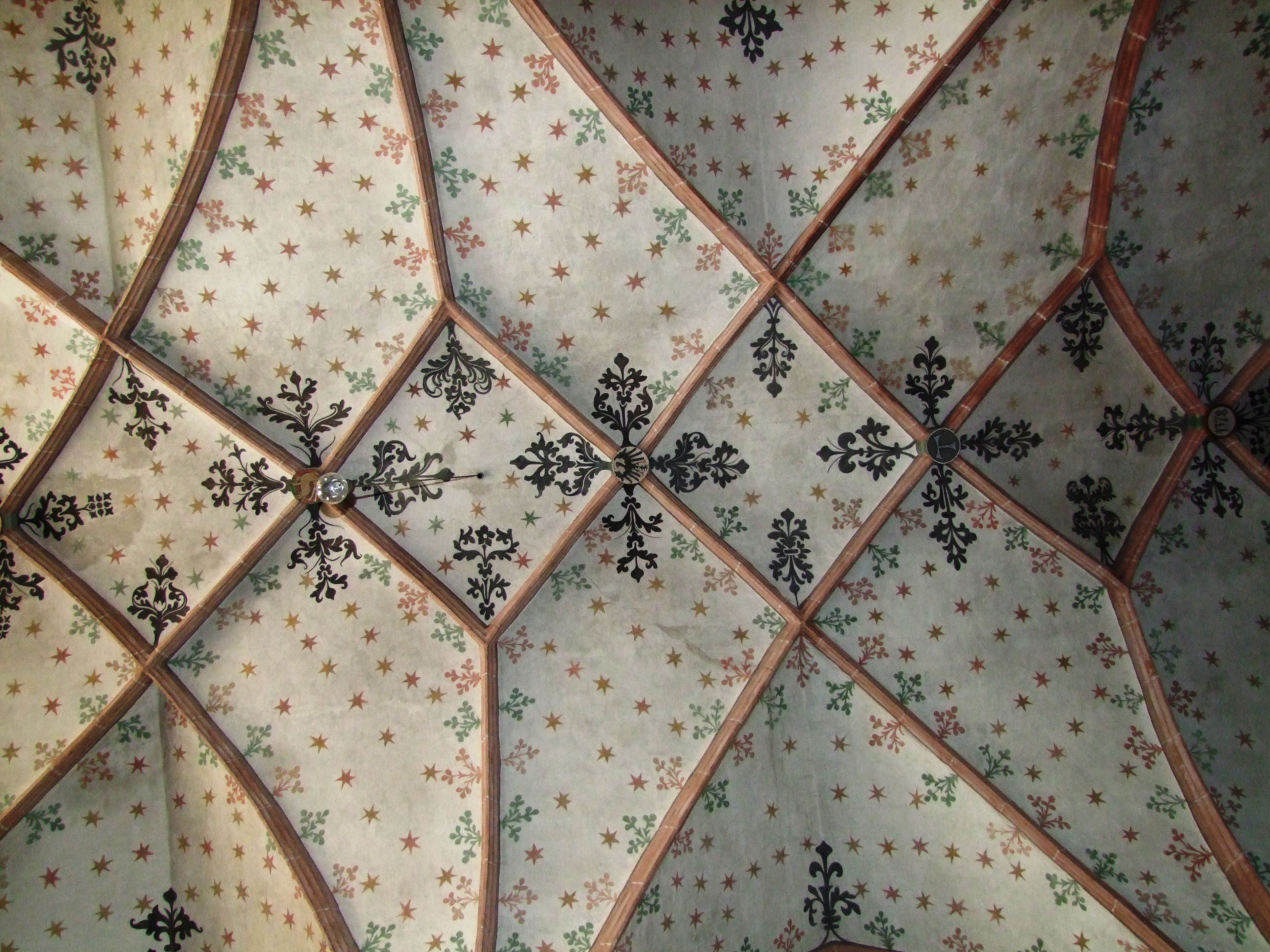
Das Sternenhimmelfresko des Hauptschiffes

Das bedeutendste Fresko der Kirche auf einem gemalten Podest und einer illusorischen Empore an der Westwand des nördlichen Seitenschiffs wurde um 1521 von Bernhard Strigel im Auftrag des Stadtschreibers Ludwig Vogelmann und seiner Frau geschaffen. Es ist in drei Bilder gegliedert, die eine optische Einheit mit der Raumarchitektur des Nordschiffes bilden. Das mittlere und größte Bild zeigt eine Schutzmantelmadonna. Marias Umhang, außen rot und innen blau, wird von Engeln weit auseinandergezogen. Darunter hat sich die Menschheit versammelt, um sich vor glühenden Pestpfeilen zu schützen, die von einem wütenden, in Weiß gekleideten Gottvater auf die Erde geschleudert werden. Im Vordergrund ist links kniend Ludwig Vogelmann und rechts seine Frau zu sehen. Hinter dem Stifterpaar sind ihre zehn Kinder aufgereiht; fünf Söhne hinter Ludwig Vogelmann und zwei Töchter hinter seiner Frau sind in weiße Totengewänder gekleidet, da sie zur Entstehungszeit des Bildes bereits verstorben waren. Die beiden kleineren Bilder zeigen die Familienwappen der Stifter, rechts das Vogelmann-Wappen, links das Wappen derer von Zorn. Unten befindet sich auf einer Spruchtafel ein lateinischer Text.
Ein weiteres Fresko einer Schutzmantelmadonna  am rechten Triumphbogen zum Chor dürfte ebenfalls um 1520 entstanden sein. Auch auf ihm ist Maria mit von Engeln weit auseinandergezogenem Mantel zu sehen. Gottvater thront darüber und schickt Pfeile auf die unter Marias Mantel versammelte Menschengruppe. Das Fresko ist nur mangelhaft erhalten, so ist die Binnenzeichnung mit dem figürlichen Teil verloren gegangen. Über ihm befindet sich ein Spruchband mit lateinischem Text. Unter dem von  reichem Astwerk umrahmten Bild ist eines von ehemals wohl zwölf Weihekreuzen zu sehen. Weitere Weihekreuze befinden sich neben dem Haupteingang des Hauptschiffes sowie im Nord- und im Südschiff.
Am südlichen Arkadenpfeiler ist eine durch die Kanten des Pfeilers in drei Bilder unterteilte Abbildung von Anna selbdritt mit einer Renaissance-Umrahmung zu sehen. Es wurde um 1525 gemalt. Das mittlere Bild mit Anna, Maria und dem Jesuskind wird von Bildnissen der Heiligen Joseph von Nazareth und Joachim flankiert. Über dem Fresko ist eine Spruchtafel mit deutschem Text gemalt.
In der Kirche erzählen Spruchtafelfresken von der Baugeschichte und den Renovierungen der Kirche. Das Kreuzrippengewölbe des Hauptschiffes ist mit einem Sternenhimmelfresko geschmückt. Sämtliche Schlusssteine der Kirche tragen ebenfalls Fresken. Im Chor sind unter den Fenstern Fragmente einer ehemaligen Bemalung zu sehen.

### Schnitzkunstwerke
1872 wurde die Kirche innen erneuert. Der Altar, der Taufstein und ein Lesepult gehören zu der neugotischen Ausstattung des Memminger Kunstschreiners Leonhard Vogt. Der aus Eichenholz geschnitzte Altar ist als Turm mit zwei kleineren Seitentürmen gestaltet. In der Mitte ist eine Kindergruppe mit dem lehrenden Jesus zu sehen. Diese Figurengruppe war in den 1970er Jahren mit einem Kreuz getauscht worden. Im Jahr 2007 bekam die bis dahin im Südschiff aufgestellte Kindergruppe wieder ihren alten Platz im Hauptaltar. Der Altar ist reich mit neugotischen Stilelementen verziert.

## Orgel

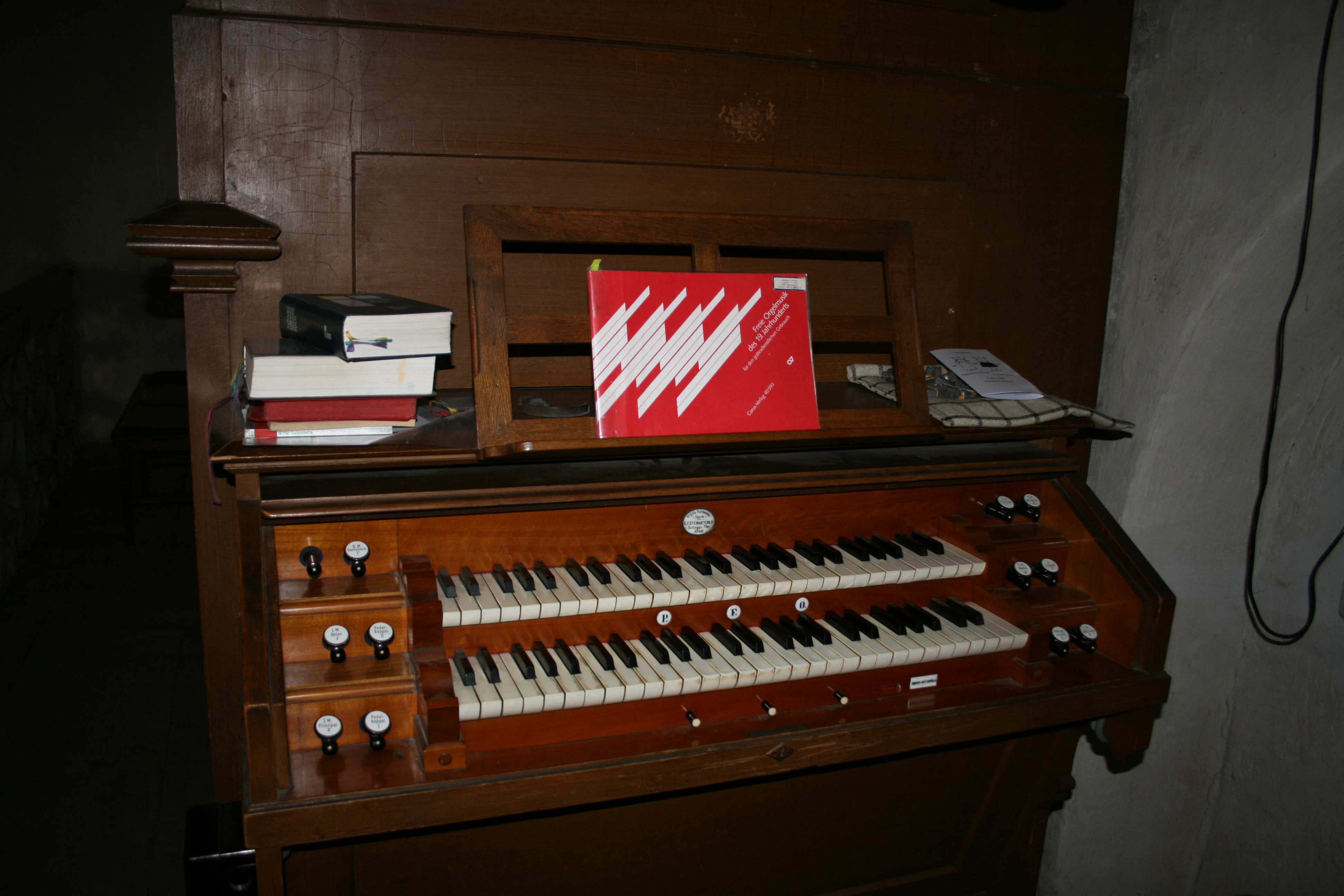
Blick auf den Spieltisch der Orgel

Von 1827 bis 1870 besaß die Kirche eine kleine Orgel, die vorher in der Martinskirche stand und vermutlich von Siegmund Riegg erbaut wurde. Am 4. Oktober 1853 schrieb das Dekanat eine Bitte an den Stadtmagistrat und Beschaffung einer neuen Orgel für die Kinderlehrkirche. Dieses wurde am 14. November 1853 positiv beantwortet, jedoch mit der Bitte, erst die Arbeiten an St. Martin abzuwarten. Wenn diese ausgeführt worden seien, würde man die Überschüsse der Kultusstiftung für eine neue Orgel verwenden. Am 26. Februar 1870 schrieb das Pfarramt St. Martin wiederum an die Stadt, da die alte Orgel unbespielbar geworden ist. Bereits im März und April führte man eine rege Korrespondenz zum Orgelneubau. Am 5. Mai 1870 wurde von Dedel Behler aus Memmingen ein Kostenvoranschlag für die neue Orgel vorgelegt. Nach Abschluss der übrigen Renovierungsarbeiten in der Kirche wurde am 2. Januar 1872 beschlossen, die Anschaffung einer neuen Orgel zu verschieben. Am 23. Februar 1874 erinnerte das Pfarramt die Stadt wiederum, die Beschaffung der neuen Orgel zu beschleunigen. Bereits zu diesem Zeitpunkt hatte man eine nicht näher erläuterte höhere Summe an Spenden gesammelt. Der endgültige Beschluss zum Kauf einer neuen Orgel wurde am 13. März 1874 vom Stadtmagistrat beschlossen. Es sollte eine neue Orgel mit sechs Registern angeschafft werden. Der Vertrag zwischen der Stadt und dem Memminger Orgelbaumeister Fidel Behler wurde am 17. April 1874 unterzeichnet. Diese sollte bis zum 1. September desselben Jahres geliefert werden. Diese Orgel wurde 1899 umgebaut und erweitert. Dabei wurden fünf Register und der alte neugotische Prospekt der Orgel beibehalten.
Die Orgel wurde 2010 restauriert.
Die Disposition der Orgel vor dem Umbau 1899 lautete:
| Manual C–f3 |    |
| Principal   | 8′ |
| Salicional  | 8′ |
| Gedackt     | 8′ |
| Doppelflöte | 4′ |
| Octav       | 2′ |

| Pedal C–d1 |     |
| Subbaß     | 16′ |

- Koppeln: I/P
- Mechanische Kegellade[8]

Disposition der restaurierten Orgel:
| I. Manual C–f3 |    |
| Principal      | 8′ |
| Gedeckt        | 8′ |
| Viola di Gamba | 8′ |
| Fugara         | 4′ |

| II. Manual C–f3 |    |
| Flauto amabile  | 8′ |
| Salicional      | 8′ |
| Flöte           | 4' |

| Pedal C–d1 |     |
| Subbaß     | 16′ |

- Koppeln: I/P, II/P, II/I, I 4'/I

## Nutzung
Die Kinderlehrkirche wird sonntäglich zu Predigtgottesdiensten (abwechselnd im Sommer- und Winterhalbjahr jeweils um 8 Uhr oder um 11 Uhr) und zur Kinderbetreuung während der Haupt-Gottesdienste in St. Martin genutzt.
Des Weiteren finden dort Feierlichkeiten wie Hochzeiten, Taufen und andere Feste statt. Der Kirchenraum bietet mit seinem Platz für maximal 120 Personen Familienfesten einen schönen Rahmen.